# Eric Pfeil
Eric Pfeil (* 1969 in Bergisch Gladbach) ist ein deutscher Autor, Musiker und Songschreiber.

## Leben
Pfeil wurde als Sohn eines Unterhaltungsmusikers geboren. In seiner Jugend lernte er Schlagzeug. Von 1999 bis 2003 war Pfeil als TV-Producer für die Musiksendung Fast Forward tätig. In den Folgejahren entwickelte er die Fernsehformate Sarah Kuttner – Die Show oder Charlotte Roche.
Pfeil schrieb als freier Autor unter anderem für die Frankfurter Allgemeine Zeitung (FAZ), Spiegel Online, Welt am Sonntag, GQ und Musikexpress. 2009 bis 2012 verfasste er für die Online-Seiten der FAZ seinen Blog „Das Pop-Tagebuch“. Seitdem erscheint das Pop-Tagebuch in der deutschen Ausgabe des Rolling Stone. Im Februar 2010 erschien sein Buch Komm, wir werfen ein Schlagzeug in den Schnee – Die Pop-Tagebücher.
2013 veröffentlichte Pfeil seine Debüt-Single Süden und das Album Ich Hab Mir Noch Nie Viel Aus Dem Tag Gemacht. Sein zweites Album Die Liebe, der Tod, die Stadt, der Fluss erschien 2015. Nach Auflösung seiner Begleitband Der Süden trat Pfeil live alleine mit der Akustikgitarre auf. Sein drittes Album 13 Wohnzimmer erschien am 16. Juni 2017. Es ist das erste Album der Popgeschichte, das ausschließlich in fremden Wohnzimmern aufgenommen wurde. Im Rahmen der Tournee entstand zudem ein Dokumentarfilm über das Projekt.
2019 gründete Pfeil die Band Die Realität, deren Album Bubblegum Noir im Herbst des Jahres erschien.
2021 und 2022 war Pfeil als italienischsprachiger Gast-Vokalist auf den Alben Rosso Come La Notte und Giallo come il Giorno der Band Mondo Sangue zu hören. Gemeinsam veröffentlichten sie außerdem mit Eric Pfeil versus Mondo Sangue eine Neuauflage der Single Radio Gelato / Radio Gelato (81' Mondo Originale Mix). 
Am 5. Mai 2022 veröffentlichte Pfeil beim Verlag Kiepenheuer & Witsch sein zweites Buch Azzurro – Mit 100 Songs durch Italien, das er selbst als „Reiseführer ohne Sehenswürdigkeiten“ beschreibt. Anhand von 100 italienischen Songs erklärt Pfeil in dem Buch Italien, seine Widersprüchlichkeiten, Rätsel und Abgründe.
2024 veröffentlichte er das Buch Ciao Amore.
Eric Pfeil lebt in Köln im Eigelstein-Viertel. Mit seiner ehemaligen Lebensgefährtin Charlotte Roche hat er eine gemeinsame Tochter (* 2002).

## Ehrungen und Auszeichnungen
Für sein Pop-Tagebuch wurde Pfeil 2014 mit dem Rocco-Clein-Preis für Musikjournalismus ausgezeichnet.

## Veröffentlichungen
- Komm, wir werfen ein Schlagzeug in den Schnee – Die Pop-Tagebücher. Kiepenheuer & Witsch, Köln 2010, ISBN 978-3-462-04218-4.
- Ich Hab Mir Noch Nie Viel Aus Dem Tag Gemacht (Musik-CD) Trikont, München 2013, US-0454.
- Die Liebe, der Tod, die Stadt, der Fluss (Musik-CD) Trikont, München 2015, US-0469.
- 13 Wohnzimmer (Musik-CD) Trikont, München 2017, US-0487
- Bubblegum Noir (Musik Album mit Die Realität) Trikont, München 2019
- Taxi Auriga (Duett mit Yvy Pop auf dem Album "Rosso come la Notte" von Mondo Sangue) Allscore, Stuttgart, 2021
- Donna senza Memoria (Duett mit Yvy Pop auf dem Album "Giallo come il Giorno" von Mondo Sangue) Allscore, Stuttgart, 2022
- Radio Gelato / Radio Gelato (81' Mondo Originale Mix), Eric Pfeil versus Mondo Sangue, Rheinschallplatten, Köln, 2022
- Azzurro – Mit 100 Songs durch Italien, Kiepenheuer & Witsch, Köln, 2022
- Ciao Amore, ciao : Mit 100 neuen und alten Songs durch Italien. Köln: Kiepenheuer & Witsch, 2024